# Батальний жанр

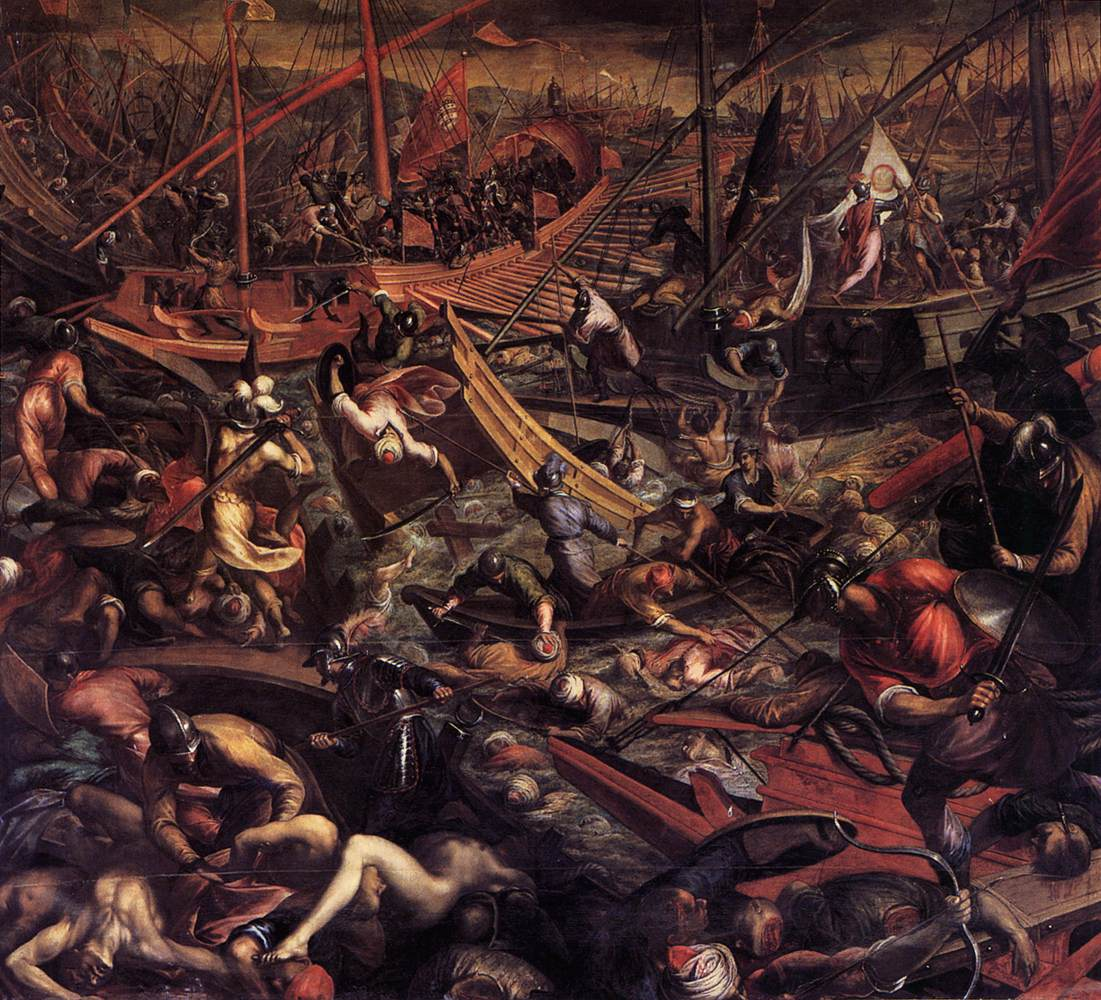
Санто Перанда. «Баталія при Яффі» або «Морська перемога венеційців при Яффі»

Бата́льний жанр (від фр. bataille — битва) — жанр образотворчого мистецтва, що відображає військові дії, походи і життя армії, та пов'язані з цим події.

## Розвиток жанру

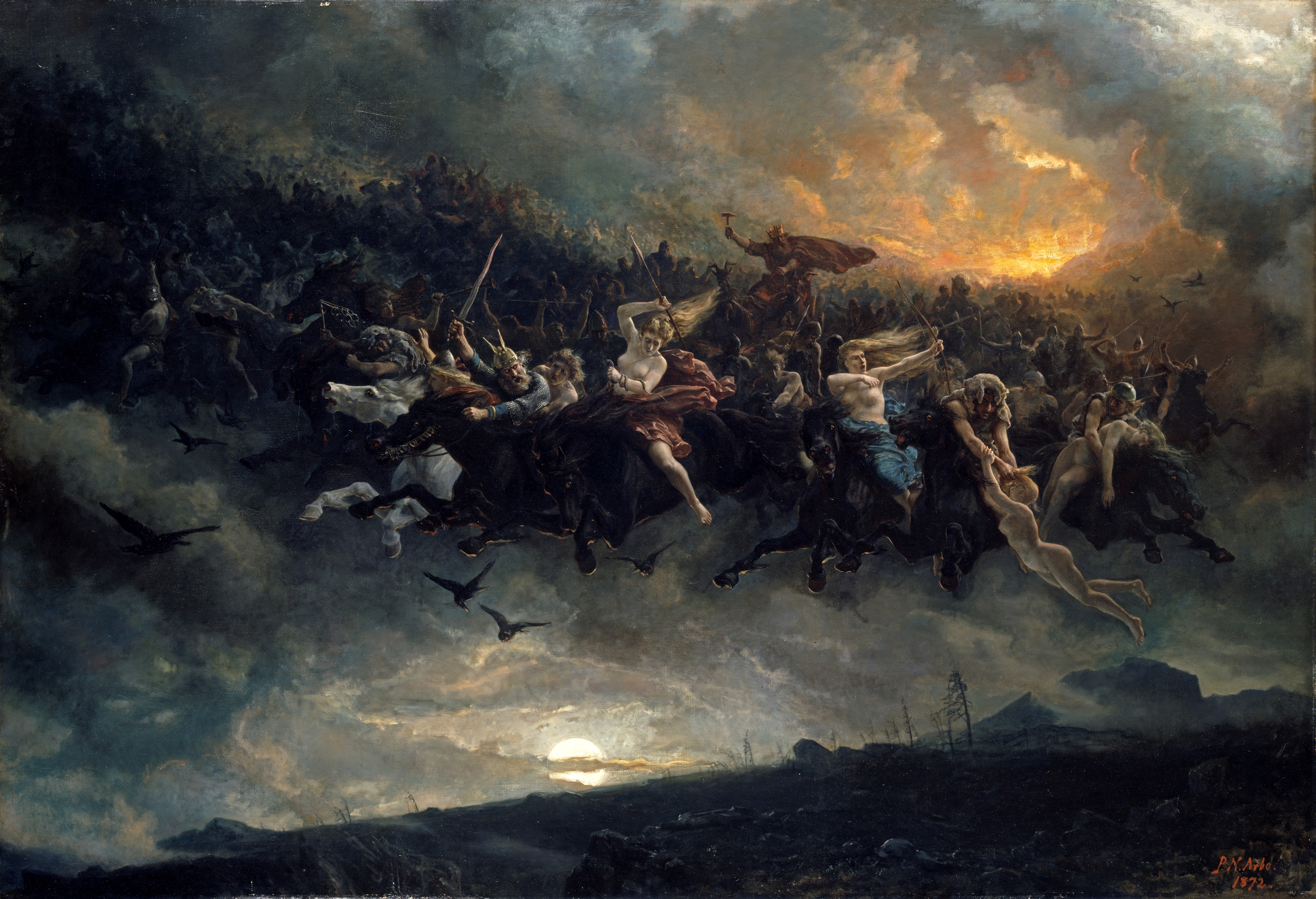
«Дике Полювання» (1872) Петер Арбо

Зображення битв зустрічаються вже в пам'ятках мистецтва Стародавнього Єгипту, Ассирії, Греції і Риму.
У поступі розвитку жанру окреслились прославляння перемог володарів і його звеличення, що набули алегоричного й символічного змісту. У мистецтві античної Греції батальні сцени з міфології зображували на фронтонах у вигляді круглої скульптури та рельєфів, а також вазових розписах, у Римі слугували возвеличенню держави і прославлянню полководця-імператора. У середньовіччі батальні сцени з'явилися в книжкових мініатюрах, а також в іконах та монументальних розписах Візантії, де святих воїнів подавали в напружено-драматичному двобої з драконом на здибленому коні. Згодом основи жанру було перенесено в мистецтво Київської Русі, де початково переважно відтворювалось в іконах.
Панорамне розгортання баталій характерне і для малярства II-ї пол. XVII ст.: з більш динамічними пристрастями й цілісним охопленням усього полігону битви, над яким здіймається на коні полководець-король — панегірик для звеличування. Подібний тип картин умовно-алегоричного характеру впровадив Шарль Лебрен.

## В мистецтві України
В українському мистецтві сцени визвольної боротьби увічнені в гравюрах Н. Зубрицького і Л. Тарасевича. Військова тематика знайшла відображення у творах Т. Шевченка («Кара шпіцрутенами» та інших). Темам війни та героїчного минулого українського народу присвячені картини С. Васильківського, Г. Крушевського («Тривога») тощо. Наприкінці XX ст. — поч.XXI ст. одними з яскравих представників були А. Орльонов, А. Серебряков, С. Чайка та інші. Від 2010-х жанр в країні значно занепав, натомість українські реалії відтворювали переважно митці інших країн.

«Тривога» або «Сигнальні вогні». Георгій Крушевський
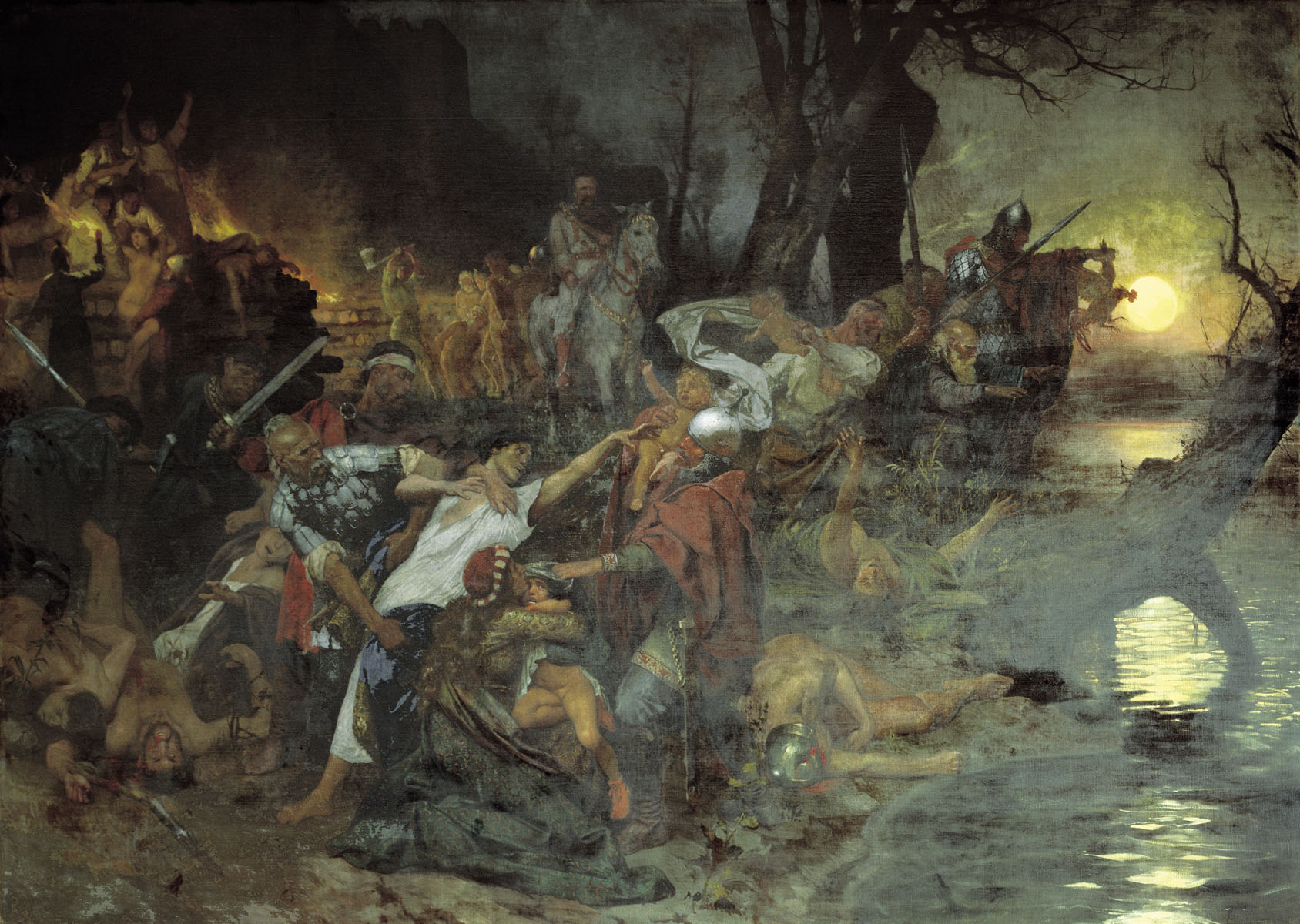
«Тризна воїнів Святослава». Генріх Семирадський

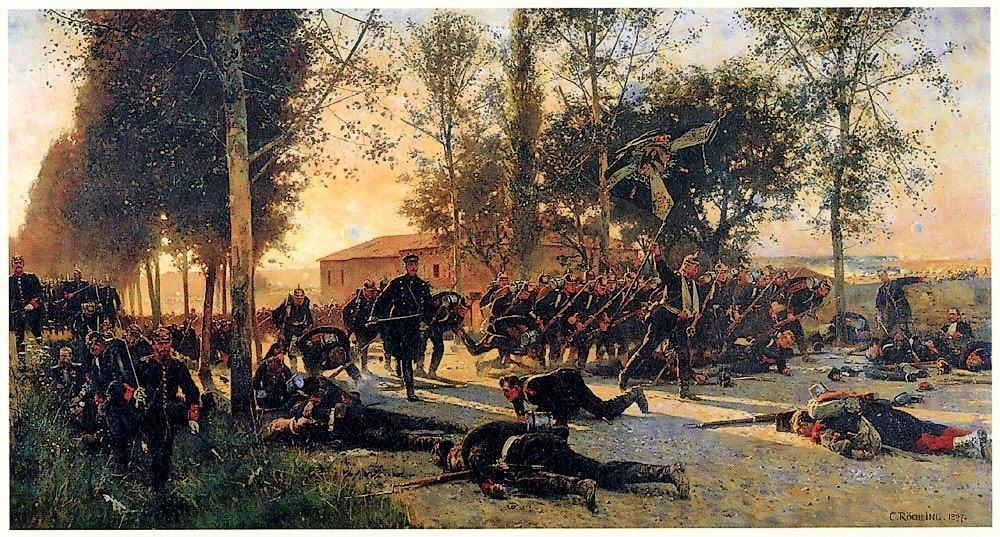
«Битва при Гравелоті». Карл Ройхлінг
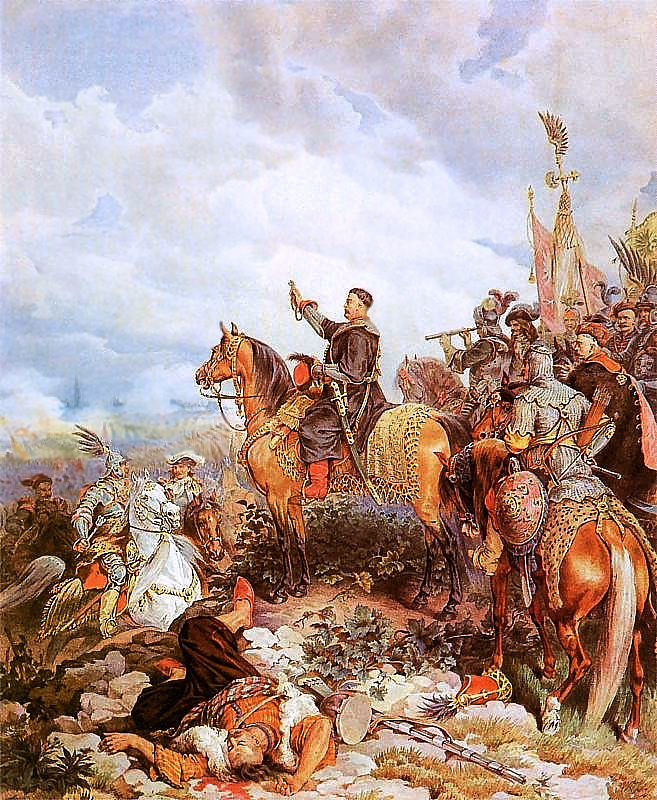
«Ян Собеський благословляє польську атаку на турків під Віднем 1683 року». Юліуш Коссак
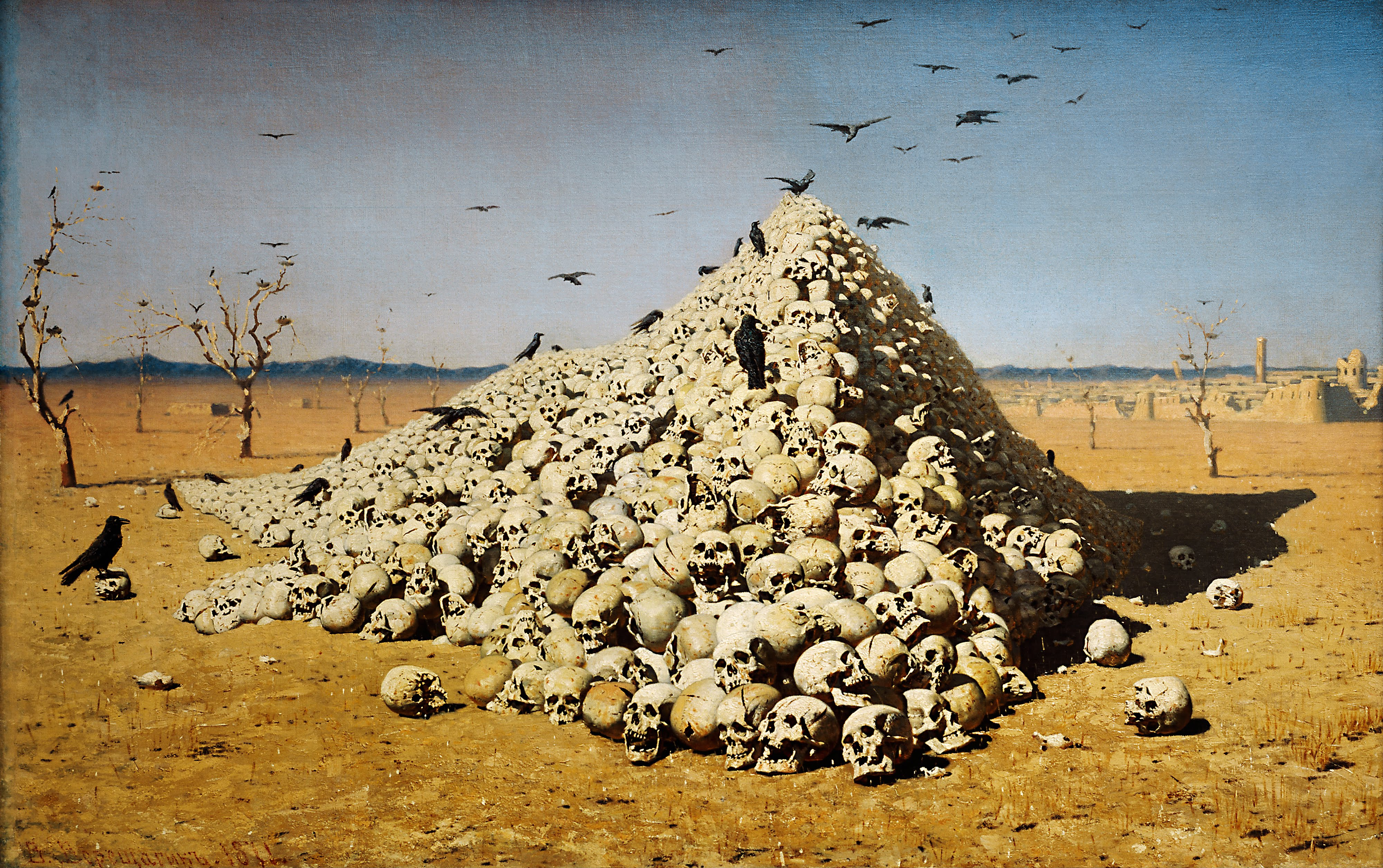
«Апофеоз війни». Василь Верещагін
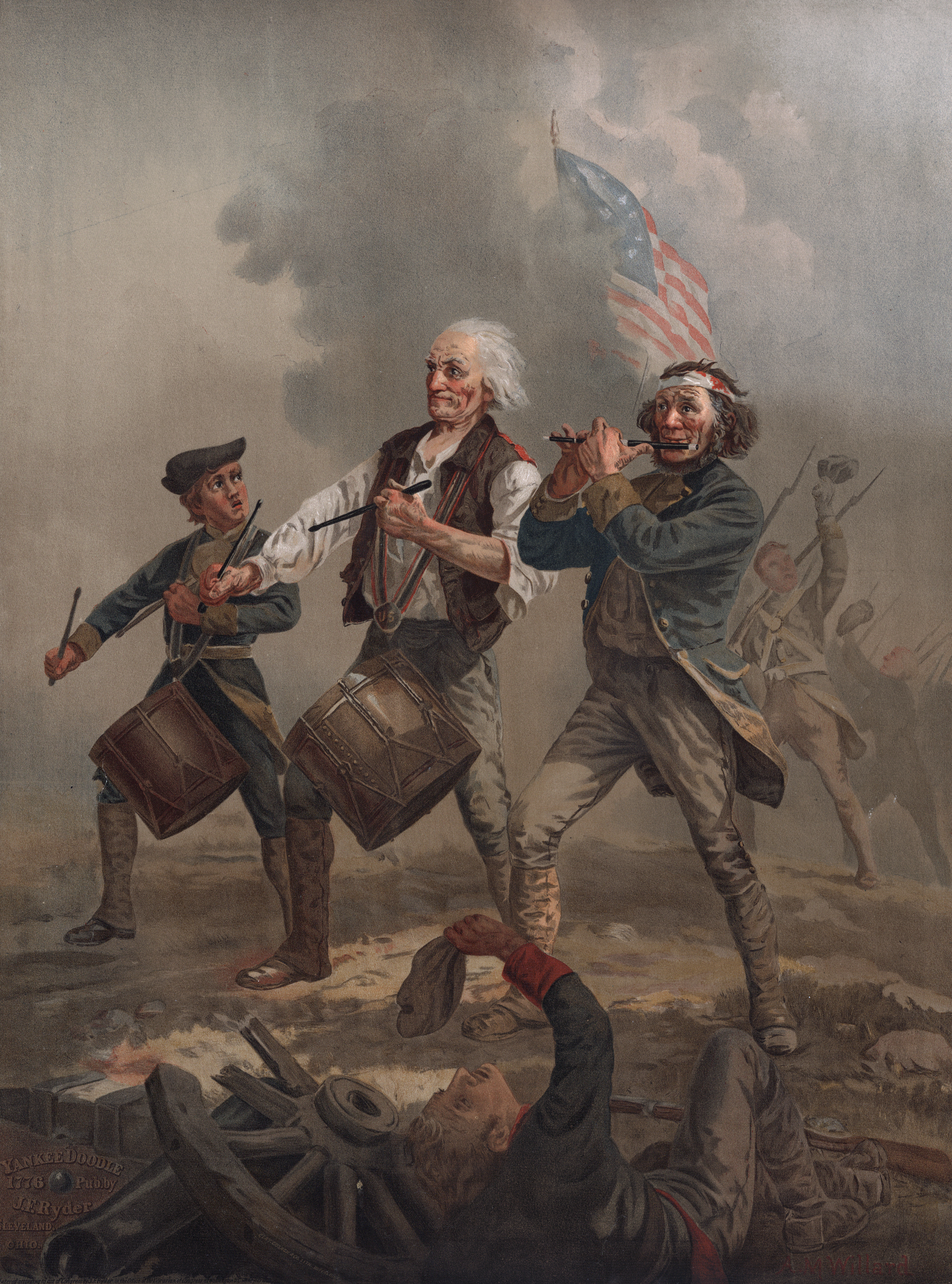
«Янкі-Дудл», або «Дух 76 року». Арчибальд Віллард